# Zerstörer
Nella terminologia militare aeronautica, si definisce zerstörer (letteralmente caccia distruttore in lingua italiana) una particolare categoria di cacciabombardiere, teorizzato e realizzato nella Luftwaffe, in Germania, dagli anni trenta sino al termine della seconda guerra mondiale. Tuttavia, possiamo ritrovare lo stesso concetto in aerei da guerra dell'epoca anche di altre nazioni. 

## Il concetto delcaccia distruttorein Germania
In Germania, la ricerca di un caccia pesante evolse in un'ulteriore idea, poi condivisa da altre nazioni, che portò al concetto di caccia distruttore o Zerstörer.
Il nome Zerstörer fu copiato dall'analogo nome in uso presso la Kriegsmarine, per indicare il cacciatorpediniere. Nelle intenzioni di Hermann Göring, comandante in capo della Luftwaffe e ideatore della specifica emessa nel 1934 dal Reichsluftfahrtministerium, questo nuovo tipo di aereo da guerra doveva svolgere, nell'aria, un ruolo simile al cacciatorpediniere nella marina. In particolare, doveva rispondere ai seguenti requisiti:
- caccia pesante bimotore, con almeno due uomini di equipaggio: un pilota ed un mitragliere di coda, capace di difendersi ed attaccare allo stesso tempo, con armamento di pari potenziale in ambo i lati.
- Agilità e velocità per il combattimento contro caccia avversari, cioè dogfight.
- Lungo raggio d'azione, per effettuare operazioni strategiche.
- Impiego principale nelle missioni di "caccia libera" a lungo raggio, d'avanguardia ai bombardieri strategici; per attaccare le difese aeree nemiche, sia in aria che a terra; nonché attirare in combattimento i caccia nemici. Ciò avrebbe teoricamente creato larghi varchi nello schieramento difensivo nemico, da dove far passare i bombardieri.
- Armamento pesante, con possibilità di impiego sia come cacciabombardiere che come Intercettore di bombardieri nemici.

Il rappresentante più famoso di questa categoria fu il Messerschmitt Bf 110, che vinse la competizione per la specifica emessa nel 1934 contro i Focke-Wulf Fw 57 ed Henschel Hs 124 rimasti allo stadio di prototipo.
Successivamente, nel 1935 la Luftwaffe distinse la specialità zerstörer in due categorie: Zerstörer e Kampfzerstörer. Quest'ultima categoria doveva enfatizzare il ruolo del cacciabombardiere pesante per l'attacco al suolo ed antinave, ed ebbe i suoi rappresentanti più famosi negli Junkers Ju 88 versioni C, P ed R.
Durante la battaglia d'Inghilterra il concetto stesso di zerstörer entrò in crisi, a causa dei ripetuti fallimenti sul campo di battaglia del Bf 110. La Luftwaffe eliminò il ruolo di scorta ai bombardieri, caccia libera dalla categoria degli zerstörer, lasciando solo i ruoli di interdizione, cacciabombardiere e intercettazione di bombardieri nemici.
Dal 1943, la categoria degli zerstörer acquisì anche il ruolo di Pulkzerstoerer, ovvero distruttori di formazioni di bombardieri pesanti; poiché gli aerei assegnati alla categoria, oltre al Bf 110 anche i nuovi Messerschmitt Me 210, Messerschmitt Me 410 ed Arado Ar 240, erano capaci di trasportare armi antibombardiere anche molto pesanti (del tipo 4 o 6 mortai Wfr. Gr. 21 cm; oppure cannoni da 37 mm o 50 mm).

## Il concetto delcaccia distruttorenelle altre nazioni
All'infuori della Luftwaffe, altre aeronautiche militari adottarono il concetto di "Zerstörer", e lo concretizzarono nei seguenti aerei:
- Il francese Potez 631.
- L'olandese Fokker G.I.
- Il sovietico Petlyakov Pe-2 e versioni successive.
- Il giapponese Kawasaki Ki-45 Toryu.
- L'italiano Breda Ba.88
- Lo statunitense Northrop P-61 Black Widow (nato come caccia notturno, ma poi usato anche in missioni diurne).

Va infine notato che la Categoria degli zerstörer si distingue, all'interno della grande famiglia dei caccia pesanti, per la peculiarità di avere un equipaggio di almeno 2 aviatori, dei quali almeno 1 pilota ed 1 mitragliere di coda: ovvero, si distingue per la capacità di aprire il fuoco da due lati contemporaneamente (fronte e retro).
Ad esempio, il famoso cacciabombardiere britannico de Havilland DH.98 Mosquito non è classificabile come zerstörer: semplicemente perché, pur avendo due aviatori di equipaggio (pilota e navigatore), non ebbe difese in coda.